# Gerrit de Vries (wielrenner)
Gerrit de Vries (Oldeberkoop, 13 mei 1967) is een voormalig Nederlands wielrenner, die in 1988 namens zijn vaderland deelnam aan de Olympische Spelen van Seoel. Daar eindigde hij als elfde in de ploegentijdrit (100 kilometer).
In 1986 won hij samen met John Talen, Tom Cordes en Rob Harmeling de wereldtitel op datzelfde onderdeel. In 1989 werd hij prof. Hij reed achtereenvolgens voor Superconfex, Buckler, TVM, Novemail, Novell en Polti.

## Belangrijkste overwinningen
1986
- Wereldkampioen 100 km ploegentijdrit (met John Talen, Tom Cordes en Rob Harmeling)

1990
- 4de etappe Ster van Bessèges

## Resultaten in voornaamste wedstrijden
| Jaar | Ronde van Italië | Ronde van Frankrijk | Ronde van Spanje |
| ---- | ---------------- | ------------------- | ---------------- |
| 1989 |                  |                     |                  |
| 1990 |                  | 67e                 |                  |
| 1991 |                  | 34e                 | 30e              |
| 1992 |                  | opgave              | 28e              |
| 1993 |                  | 55e                 | 26e              |
| 1994 |                  | 77e                 |                  |
| 1995 |                  |                     |                  |
| 1996 |                  | 119e                |                  |
| 1997 |                  | 125e                |                  |

| Jaar | Milaan-San Remo | Amstel Gold Race | Luik-Bast.‑Luik | Ronde van Lombardije | Parijs-Brussel | Waalse Pijl |
| ---- | --------------- | ---------------- | --------------- | -------------------- | -------------- | ----------- |
| 1989 |                 |                  |                 |                      |                |             |
| 1990 |                 |                  |                 | 61e                  | 108e           |             |
| 1991 | 88e             |                  | 95e             | 69e                  | 77e            | 61e         |
| 1992 |                 |                  | 60e             |                      |                | 49e         |
| 1993 | 103e            | 66e              | 70e             |                      |                | 83e         |
| 1994 | 147e            |                  | 65e             |                      | 78e            |             |
| 1995 |                 |                  |                 |                      | 87e            |             |
| 1996 |                 |                  |                 |                      | 89e            |             |
| 1997 | 163e            |                  |                 |                      |                |             |

## Privé
De Vries was getrouwd met voormalig wielrenster Anita Valen.